# Asteroid tipa E
 Asteroid tipa E je vrsta asteroidov, ki imajo enstatitno ahondritno površino. Ta tip asteroidov sestavlja preko 60 % vseh asteroidov glavnega asteroidnega pasu. To so asteroidi, ki pripadajo družini asteroidov Madžarska. Nekateri so precej daleč od notranjega roba glavnega asteroidnega pasu (primer: 64 Angelina). Predvideva se, da so ostanek diferenciranega (razslojenega) asteroida.

Asteroidi tega tipa so verjetno izvor enstatitno ahondritnih meteoritov.
Imajo visok albedo (od 0,3 do 0,6) , kar jih loči od asteroidov tipa M. Spekter je rdečkast in zmerno poravnan brez posebnih absorbcijskih črt. To je verjetno posledica tega, da izvirajo iz zunanjih delov večjega telesa in ne iz njegovega jedra. Asteroidi E tapa so manjša telesa, saj imajo samo trije premer večji od 50 km in nobeden več kot 25 km.

Vrsta meteoritov, ki jih imenujemo aubriti, imajo verjetno izvor v asteroidih tipa E.

Primeri asteroidov tipa E :
- 44 Nisa
- 64 Angelina
- 2867 Šteins
- 434 Madžarska